# Vương Phượng (Lục Lâm)
Vương Phượng (chữ Hán: 王凤, ? – ?), người huyện Tân Thị, quận Giang Hạ, Kinh Châu , một trong những đầu lãnh khởi nghĩa Lục Lâm cuối đời Tân.

## Khởi binh phản Tân
Năm Thiên Phượng thứ 4 (17), miền nam Trung Quốc mất mùa, phát sinh nạn đói. Phượng cùng Vương Khuông vì tránh bị kiện cáo, tập hợp vài trăm người nổi dậy, được bọn Mã Vũ, Vương Thường, Thành Đan hưởng ứng; cùng nhau tấn công Ly Hương tụ , rồi trốn vào núi Lục Lâm . Vài tháng sau, lực lượng lên đến 7, 8 ngàn. 
Đầu năm Địa Hoàng thứ 2 (21), Kinh Châu mục (không rõ tên) phát 2 vạn quan quân đi tiễu phạt nghĩa quân. Phượng cùng bọn Vương Khuông đón đánh ở Vân Đỗ , đại thắng, giết mấy ngàn người, lấy hết quân nhu; sau đó đánh hạ Cánh Lăng . Nghĩa quân chuyển sang đánh Vân Đỗ, An Lục, cướp bóc tài sản, hãm hiếp phụ nữ rồi quay về Lục Lâm, lực lượng lên đến hơn 5 vạn, quan quân không làm gì nổi. 
Năm sau (22), trong núi phát sinh bệnh dịch, nghĩa quân chết quá nửa, bèn chia ra 2 lộ mà đi. Vương Khuông, Vương Phượng, Mã Vũ cùng bọn Chu Vĩ, Trương Ngang đi về phía bắc vào Nam Dương, được gọi là quân Tân Thị; quân Hạ Giang đi về phía tây vào Nam Quận; họ đều tự xưng là tướng quân. Tháng 7 ÂL, người thôn Bình Lâm  là Trần Mục, Liêu Trạm đưa mấy ngàn người (gọi là quân Bình Lâm) gia nhập quân Tân Thị ở Tùy Châu. Tông thất nhà Hán là Lưu Huyền có mặt trong cánh nghĩa quân này, làm An Tập duyện. Tháng 10 ÂL, bọn Lưu Diễn đưa quân Thung Lăng gia nhập nghĩa quân. Liên quân Tân Thị, Bình Lâm, Thung Lăng chiếm Trường tụ , rồi tấn công Tân Dã, giết Tân Dã úy (không rõ tên). Tiếp đó đánh hạ Đường Tử hương , dụ giết Hồ Dương huyện úy (không rõ tên), giành được rất nhiều tài vật. Trong khi đó quân Hạ Giang cũng đánh bại quan quân nhà Tân của Kinh Châu mục ở Thượng Đường. Tháng 11, liên quân đại bại bởi quan quân của bọn đại phu Chân Phụ, thuộc chánh Lương Khâu Tứ ở Tiểu Trường An tụ thuộc huyện Dục Dương, bèn lui về Cức Dương. Tháng 12 ÂL, liên quân trong đêm tập kích Lam hương , giành được rất nhiều quân nhu, lương thảo của bọn Phụ, Tứ.  

## Phù lập Canh Thủy
Tháng giêng ÂL năm Địa Hoàng thứ 4 (23), nghĩa quân đánh bại và giết chết bọn Phụ, Tứ. Tiếp đó đánh bại quan quân của bọn tướng lãnh Nghiêm Vưu, Trần Mậu ở Dục Thủy , bọn Vưu, Mậu bỏ trốn. Nghĩa quân thừa thắng vây Uyển Thành. Tháng 2 ÂL, bọn thủ lĩnh Tân Thị, Bình Lâm đưa Lưu Huyền lên ngôi, là Canh Thủy đế; Phượng được phong làm Thành quốc thượng công. Tháng 3 ÂL, Phượng soái bọn Vương Thường, Lưu Tú chiếm được Côn Dương , Định Lăng , Yển . Vương Mãng nghe tin vội sai Đại tư không Vương Ấp, Đại tư đồ Vương Tầm tập hợp 42 vạn quân tiến hành trấn áp. Tháng 6 ÂL, Ấp, Tầm trên đường đi đánh Uyển Thành, thả quân bao vây Côn Dương, bày trận dài hàng trăm dặm. Trong thành Côn Dương chỉ có 7 – 8000 nghĩa quân, các tướng lãnh sau khi thương nghị, ông và Vương Thường giữ thành, Lưu Tú cùng bọn Tông Điêu, Lý Dật 13 người nhân đêm tối chạy khỏi cửa nam, đến các huyện Định Lăng, Yển gần đó tập hợp viện quân. Bọn Phượng cố thủ hơn 10 ngày thì bọn Lưu Tú đưa hơn 9000 người quay lại, 2 mặt giáp kích quan quân nhà Tân. Nghĩa quân đại thắng, giết Vương Tầm, đuổi Vương Ấp, giành được toàn bộ quân nhu. Tháng 9 ÂL, nghĩa quân Lục Lâm đánh hạ Lạc Dương, bắt bọn đại thần nhà Tân là thái sư Vương Khuông, quốc tướng Ai Chương. Đồng thời, nhân dân Trường An nổi dậy, giết Vương Mãng.  
Tháng 2 ÂL năm Canh Thủy thứ 2 (24), đế dời đô đến Trường An, đại phong công thần, Phượng được phong Nghi Thành vương. 
Sử cũ không chép hậu sự của Phượng.